# آندریاس برینک
آندریاس برینک (انگلیسی: Andreas Breynck; ۴ ژوئیهٔ ۱۸۹۰ – ۱۲ ژوئیهٔ ۱۹۵۷) بازیکن فوتبال اهل آلمان بود.
وی همچنین در تیم ملی فوتبال آلمان بازی کرده‌است.